# Droga wojewódzka 553
Die Droga wojewódzka 553 (DW 553) ist eine 21 Kilometer lange Droga wojewódzka (Woiwodschaftsstraße) in der polnischen Woiwodschaft Kujawien-Pommern, die Toruń mit Wybcz verbindet. Die Strecke liegt in der Kreisfreien Stadt Toruń und im Powiat Toruński.

## Streckenverlauf
Woiwodschaft Kujawien-Pommern, Kreisfreie Stadt Toruń
-  Toruń (Thorn) (A 1, S 10, DK 10, DK 15, DK 80, DK 91, DW 257, DW 273, DW 585, DW 654)

Woiwodschaft Kujawien-Pommern, Powiat Toruński
-  Różankowo (DW 552)
- Świerczynki
-  Łubianka (DW 546)
- Przeczno
-  Wybcz (DW 551)